# K (musicien)
Pour les articles homonymes, voir K, Nicolas Michel et Michel.
K, de son vrai nom Nicolas Michel, né le 6 janvier 1976 à Lausanne (Suisse), est un auteur-compositeur-interprète suisse romand.

## Carrière
K remporte le concours des Nouvelles Scènes d'Yverdon (Suisse) en 2005, le « Bravo des pros » du festival Alors chante ! de Montauban en 2006 et le prix culturel vaudois 2007 dans la catégorie musique actuelle. En 2006, son disque, L'Arbre rouge remporte le « Coup de Cœur » de l'Académie Charles-Cros.
Son album L'Amour dans la rue sort chez Wagram le 4 avril 2008. Cette même année il joue sur la grande scène du Paléo Festival.
En 2012 il est le parrain de la première édition du projet musical et solidaire une chanson pour l'éducation,. Il poursuit son parrainage lors des éditions suivantes,.